# Holland (Minnesota)
Holland is een plaats (city) in de Amerikaanse staat Minnesota, en valt bestuurlijk gezien onder Pipestone County.

## Demografie
Bij de volkstelling in 2010 werd het aantal inwoners vastgesteld op 187.

## Geografie
Volgens het United States Census Bureau beslaat de plaats een oppervlakte van
2,4 km², geheel bestaande uit land. Holland ligt op ongeveer 540 m boven zeeniveau.

## Plaatsen in de nabije omgeving
De onderstaande figuur toont nabijgelegen plaatsen in een straal van 20 km rond Holland.